# 麥克明維爾 (奧勒岡州)
麥克明維爾（英語：McMinnville）位於美國奧勒岡州威拉米特谷，是揚希爾縣的縣治，人口34,319人。麥克明維爾以麥克明維爾不明飛行物照片聞名。林菲爾德大學位在此城。